# Xarxa Política Ciutadana del Japó
La Xarxa Política Ciutadana del Japó (全国市民政治ネットワーク), sovint traduïda oficialment a l'anglés com a Japan People's Political Network és un moviment polític independent de caràcter local que aglutina diferents partits independents del Japó que comparteixen la mateixa ideologia. L'associó que posteriorment es convertí en una xarxa de partits va ser fundada el maig de 1977 com una branca política del Seikatsu Club, una associació i cooperativa de defensa dels drets del consumidor. L'ideologia dels partits i l'associació sol estar basada en la socialdemocràcia, el localisme i el feminisme. Des dels seus començaments, la xarxa ha col·laborat amb el Partit Socialista del Japó, el Partit Democràtic, el Partit Socialdemòcrata, el Partit Comunista del Japó i el Partit Democràtic Constitucional; de fet, molts dels partits membres de la xarxa fan grups parlamentaris conjunts amb el PD/PDC als parlaments prefecturals i als ajuntaments. La gran majoria dels seus membres són dones, i la totalitat dels seus càrrecs electes també ho són. Un dels principis comuns als partits membres és el de limitar el mandat dels seus càrrecs electes a vuit anys (dues legislatures), tot i que alguns d'estos després d'exhaurir el temps previst, es presenten com independents al marge de la xarxa.

## Partits membres

### Partits prefecturals
| Partit | Partit                                             | Prefectura | Fundació            | Dissolució | Unió a la XPCJ | Representació |
| ------ | -------------------------------------------------- | ---------- | ------------------- | ---------- | -------------- | ------------- |
|        | Tokyo Seikatsusha Network 東京・生活者ネットワーク |            | 1977                | En actiu   | 1977           | 1 / 127       |
|        | Moviment Kangawa Network 神奈川ネットワーク運動    |            | 1 de juliol de 1984 | En actiu   |                | 1 / 105       |
|        | Xarxa Ciutadana de Hokkaidō 市民ネットワーク北海道 |            | octubre de 1990     | En actiu   | 2014           | 0 / 100       |
|        | Xarxa Ciutadana de Chiba 市民ネットワーク千葉県    |            | 1993                | En actiu   |                | 1 / 95        |
|        | Xarxa Ciutadana de Saitama 埼玉県市民ネットワーク  |            | 2004                | En actiu   |                | 1 / 93        |

### Partirts municipals
- Network Yokohama (dissolt el 2011)
- Xarxa Ciutadana de Tsukuba
- Xarxa Política Ciutadana de Fukuoka
- Kumamoto Seikatsusha Network